# Elaphopsis earinus
Elaphopsis earinus là một loài bọ cánh cứng trong họ Cerambycidae.